# Dryadella guatemalensis
Dryadella guatemalensis är en orkidéart som först beskrevs av Rudolf Schlechter, och fick sitt nu gällande namn av Carlyle August Luer. Dryadella guatemalensis ingår i släktet Dryadella och familjen orkidéer. Inga underarter finns listade i Catalogue of Life.